# Plum Branch
Plum Branch est une ville située dans le comté de McCormick, dans l’État de Caroline du Sud, aux États-Unis. Lors du recensement de 2020, elle comptait 72 habitants.